# Time Is Money
Time Is Money è il secondo album in studio del rapper statunitense Styles P, pubblicato nel 2006.

## Tracce
1. G-Joint (featuring J-Hood) – 3:15
2. Testify (featuring Reflection Eternal) – 3:26
3. How We Live (featuring Jadakiss) – 3:53
4. Real Shit (featuring Gerald Levert) – 3:32
5. Who Want a Problem (Remix) (performed by The LOX featuring Swizz Beatz) – 3:22
6. Favorite Drug (featuring Rashad) – 3:33
7. Can You Believe It (featuring Akon) – 4:09
8. Kick It Like That (featuring Jagged Edge) – 4:16
9. I'm Black (featuring Marsha Ambrosius) – 3:45
10. Fire & Pain (featuring Sizzla) – 4:19
11. Burn One Down (featuring FlipSyde) – 3:25
12. Leave a Message – 3:47